# Playa de Benijo
Playa de Benijo är en strand i Spanien. Den ligger i provinsen Provincia de Santa Cruz de Tenerife och regionen Kanarieöarna, i den sydvästra delen av landet, 1 700 km sydväst om huvudstaden Madrid. Playa de Benijo ligger på ön Teneriffa.